# Frans Adelaar
Frans Adelaar (* 5. Dezember 1960 in Utrecht) ist ein ehemaliger niederländischer Fußballspieler und aktueller -trainer.

## Karriere

### Spielerkarriere
Adelaar begann mit dem Fußballspielen bei VV IJsselstein. Als Profi spielte Adelaar nur beim FC Utrecht, mit dem er 1985 den KNVB-Pokal gewann, später noch bei den Amateurvereinen DOVO und HVV Hollandia. In 13 Jahren bei Utrecht brachte er es auf 179 Spiele und 21 Tore.

### Trainerkarriere
Seine Trainerkarriere begann Adelaar 1995 beim Amateurverein GVVV in Veenendaal. Von 2000 bis 2002 trainierte er das erste Mal eine Profimannschaft, die des FC Utrecht. Nach einem Kurzintermezzo 2002 beim griechischen Verein Akratitos Ano Liosia kehrte er 2003 in die Niederlande zurück und trainierte bis 2006 De Graafschap und ADO Den Haag. Zur Saison 2008/09 wurde er als neuer Trainer des Erstligaaufsteiger FC Volendam vorgestellt, mit dem er das erklärte Saisonziel „Klassenerhalt“ verpasste und die Jupiler League abstieg. Adelaar trat im April 2012 das Amt des Trainers beim slowakischen Erstligisten MŠK Žilina an, wurde jedoch bereits im Januar 2013 wieder entlassen. Im März 2014 übernahm er befristet bis zum Saisonende das Traineramt beim Amateurverein VV IJsselmeervogels, der in der Topklasse antritt.

## Erfolge

### Als Spieler
- Niederländischer Pokalsieger 1984/85

### Als Trainer
- Slowakischer Meister 2011/12
- Slowakischer Pokalsieger 2011/12